# Spurveugle
Spurveugle (Glaucidium passerinum) har en længde på 16-18 centimeter og et vingefang på 34-36 centimeter.
Spurveuglen er Europas mindste ugle. Fuglen ses meget sjældent i Danmark.
| Fugl | Spire Denne artikel om fugle er en spire som bør udbygges. Du er velkommen til at hjælpe Wikipedia ved at udvide den. |